# Atypus sternosulcus
Atypus sternosulcus är en spindelart som beskrevs av Kim et al. 2006. Atypus sternosulcus ingår i släktet Atypus och familjen pungnätsspindlar. Inga underarter finns listade.